# Kernkraftwerk Krümmel

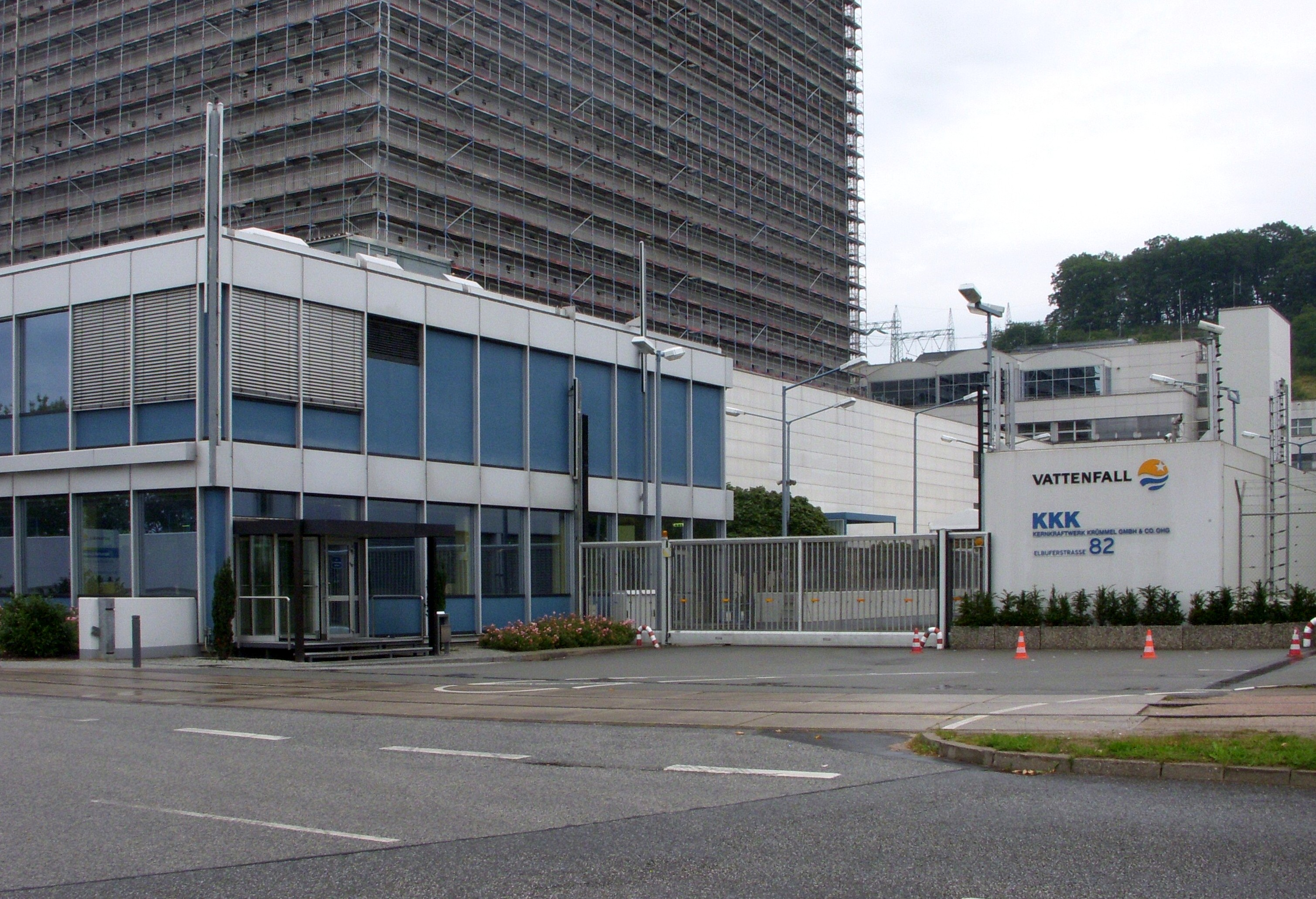
Eingangsbereich

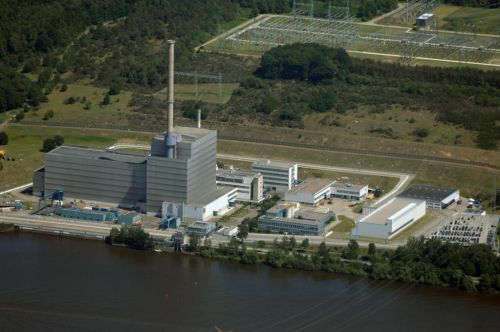
Luftbild 2009

Das stillgelegte Kernkraftwerk Krümmel (Abk.: KKK, KKW Krümmel oder AKW Krümmel) mit einem Siedewasserreaktor der KWU-Baulinie 69 liegt südöstlich von Hamburg an der Elbe, direkt am Geesthachter Ortsteil Krümmel. Betreiber ist die Kernkraftwerk Krümmel GmbH & Co. oHG, die je zur Hälfte Preussenelektra und Vattenfall Europe Nuclear Energy gehört. Die Betriebsführerschaft liegt bei Vattenfall.

## Geschichte

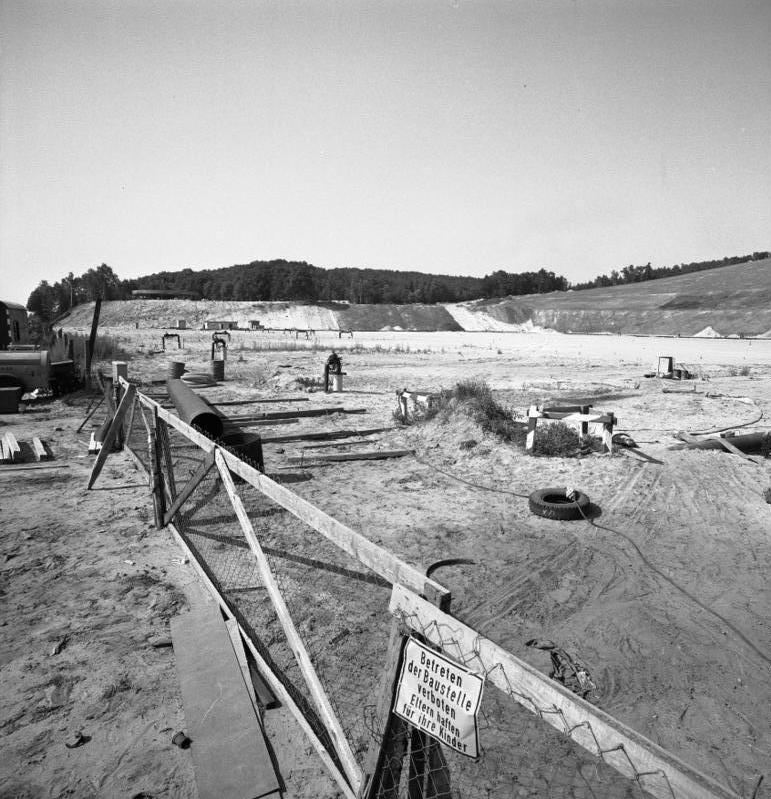
Baustelle des Kraftwerks 1973

### Inbetriebnahme
Das Kraftwerk wurde am 14. September 1983 durch die Eigentümer HEW und PreussenElektra in Betrieb genommen und befand sich von 1984 bis 2007 im Leistungsbetrieb (zur geplanten Laufzeit siehe Laufzeitverlängerung deutscher Kernkraftwerke).
Das KKK wurde am 28. März 1984 erstmals an das Stromnetz angeschlossen. Am 22. Mai 1986 wurde das Kernkraftwerk wegen eines Defektes abgeschaltet. Am 21. November 1986 lehnte es die Landesregierung von Schleswig-Holstein (Kabinett Barschel II, CDU) ab, eine Studie über die Sicherheit des Kernkraftwerks Krümmel zu veröffentlichen. Die zuvor bekannt gewordene Information, bei einer möglichen Kernschmelze werde nach nur 3 bis 21 Stunden das Containment brechen und Radioaktivität freigesetzt, wurde bestätigt.
Im Jahr 2005 wurden zwei Niederdruckturbinen sowie die Hochdruckturbine gegen neue ausgetauscht. In der Revision beginnend ab August 2006 wurde die dritte und letzte Turbine ausgetauscht. Mit der Erneuerung der Turbinenanlage wurde der Wirkungsgrad verbessert. Durch das geänderte Turbinendesign wuchs (bei unveränderter Reaktorleistung) die elektrische Leistung des Kraftwerks um 72 Megawatt (MW). Dieses Projekt kostete rund 50 Millionen Euro.
Neben dem Kernkraftwerk wurde im Jahre 2006 ein Zwischenlager fertiggestellt. Es dient der Lagerung von 80 Castor-Behältern mit 800 Tonnen Schwermetallgewicht für etwa 40 Jahre.

### Die letzten Jahre
Aufgrund eines Transformatorenbrands am 28. Juni 2007 befand es sich bis zum 19. Juni 2009 nicht im Leistungsbetrieb. Nach weiteren Zwischenfällen innerhalb von zwei Wochen nach Wiederanfahren kam es am 4. Juli 2009 zu einer Reaktorschnellabschaltung aufgrund einer Störung in einem Maschinentransformator. Seither befand sich das Kernkraftwerk Krümmel im Stillstandsbetrieb. Es wurde nach dem im Zuge der Nuklearkatastrophe von Fukushima von der deutschen Bundesregierung am 15. März 2011 verhängten dreimonatigen Atommoratorium nicht wieder angefahren und endgültig stillgelegt.
Im Jahr 2010 sollte Ulrike Welte die Leitung des Kraftwerkes übernehmen. Sie wäre die erste Frau gewesen, die ein deutsches Kernkraftwerk leitet. Da die Kandidatin bei einem simulierten Störfall nicht wie vorgesehen den Reaktor nach 30–60 Minuten unter Kontrolle hatte, sondern auch nach zwei Stunden der Reaktor noch nicht in einem sicheren Zustand war, lehnte die schleswig-holsteinische Atomaufsicht sie als Leiterin ab.
Ende März 2011 sprachen sich im Landtag Schleswig-Holstein alle sechs Parteien für die endgültige Stilllegung aus; am 30. Mai 2011 gab die Bundesregierung bekannt, dass das Kernkraftwerk nicht wieder ans Netz gehen solle; dies wurde durch den Beschluss des deutschen Bundestages zum Atomausstieg vom 30. Juni 2011 legitimiert. Mit dem Inkrafttreten der 13. Novelle des Atomgesetzes am 6. August 2011 erlosch die Berechtigung zum Leistungsbetrieb.
Vattenfall sprach im Januar 2011 mit E.ON über „eine mögliche Übertragung der Betriebsführung“ dieses Kernkraftwerks (und Brunsbüttel) auf E.ON.

### Rückbau
Vattenfall hat für Rückbau und Entsorgung Rückstellungen in Höhe von 1,9 Mrd. Euro gebildet, den Rückbau zunächst aber nicht beantragt, da der Konzern für die Abschaltung des Kernkraftwerks eine Entschädigung fordert. Am 24. August 2015 wurde schließlich doch der Antrag für den Abbau des Atomkraftwerks Krümmel eingereicht. Dabei sollen 500.000 Tonnen teilweise hochgradig belasteter Beton und Stahl anfallen. Die abgebrannten Brennelemente sollen bis 2035 in einem Zwischenlager am Standort bleiben. Am 25. August 2015 kündigte Vattenfall einen direkten Rückbau der Anlage an und beantragte den Abriss bei der Kieler Atomaufssicht. Im Juni 2024 erteilte das schleswig-holsteinische Umweltministerium die Abrissgenehmigung.
Nach Vattenfall-Plänen soll der Rückbau mindestens 15 Jahre dauern.

### Zukunft
Der Betriebsrat des Kraftwerks fordert, nach der Stilllegung des Kernkraftwerks am selben Standort ein Gaskraftwerk zu errichten und so die Arbeitsplätze zu erhalten.

## Technische Daten

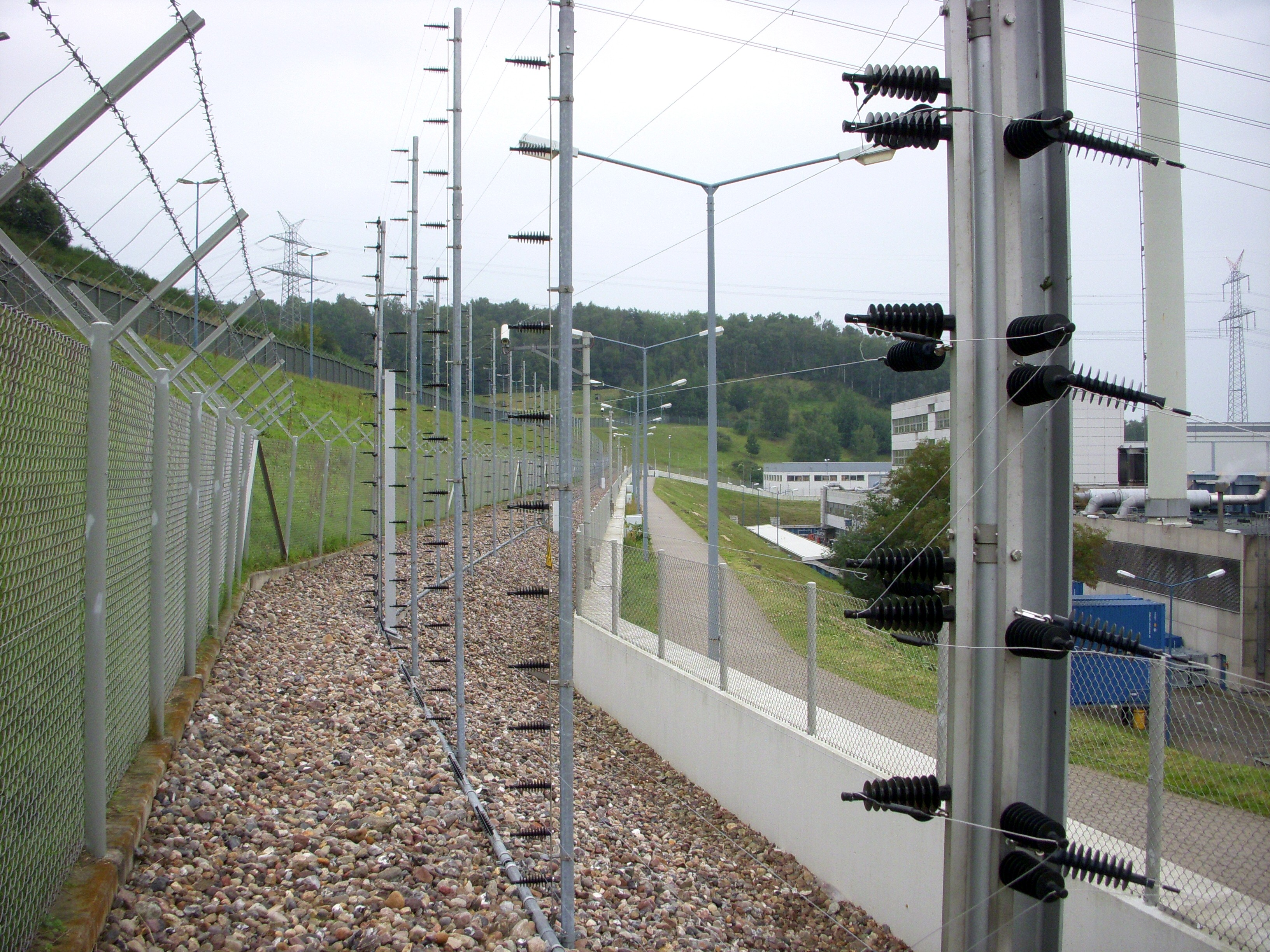
Der Sicherheitszaun

Durchschnittlich wurden pro Betriebszyklus 9,5 Milliarden Kilowattstunden erzeugt. Insgesamt hat das Kraftwerk über 200 Milliarden Kilowattstunden erbracht.
| Technische Daten                        | Reaktor Krümmel       |
| --------------------------------------- | --------------------- |
| Kernbrennstoff                          | UO2                   |
| Anreicherung an U235                    | bis zu 4,02 %         |
| Kernbrennstoffmenge                     | 156 t                 |
| Anzahl der Brennelemente                | 840                   |
| Anzahl der Brennstäbe je Brennelement   | 9x9QA-72              |
| Brennstablänge                          | 4,17 m                |
| Brennstabdurchmesser                    | 12,5 mm               |
| Anzahl der Steuerstäbe                  | 205                   |
| Absorbermaterial                        | Borcarbid             |
| Kühlmittel und Moderator                | H2O (Leichtes Wasser) |
| thermische Reaktorleistung              | 3690 MW               |
| Nettowirkungsgrad                       | 36,5 %                |
| mittlere Leistungsdichte im Reaktorkern | 51,6 kW/dm³           |
| Entlade-Abbrand (Gleichgewichtskern)    | ca. 55000 MWd/t U     |
| Wärmeübertragungsfläche im Reaktorkern  | 7710 m²               |
| Kondensatorkühlfläche                   | 3 × 18475 m²          |

### Leistung
Das Kernkraftwerk Krümmel hatte eine elektrische Gesamtleistung (brutto) von 1402 MWel, von der es eine elektrische Netto-Leistung von 1346 MWel in das 380-kV-Höchstspannungsnetz einspeiste. Diese elektrische Leistung konnte das Kernkraftwerk für etwa 11 Monate eines Kalenderjahres konstant zur Verfügung stellen, wenn es störungs- und unfallfrei läuft. Die Nachladung von Brennelementen sowie durchzuführende Instandhaltungsarbeiten erforderten einen planbaren, jährlichen Stillstand von zirka einem Monat.
Legt man den elf Betriebsmonaten einen Zeitraum von 48 Wochen zugrunde, ergibt sich hieraus eine jährliche Betriebsdauer von etwa 8000 Stunden. Die Multiplikation der jährlich zu erwartenden Betriebsstunden mit der elektrischen Nettoleistung (1346 MWel) ergibt eine elektrische Energie von 10.848 GWh.

### Leistungsreduzierung aufgrund hoher Elbwassertemperaturen

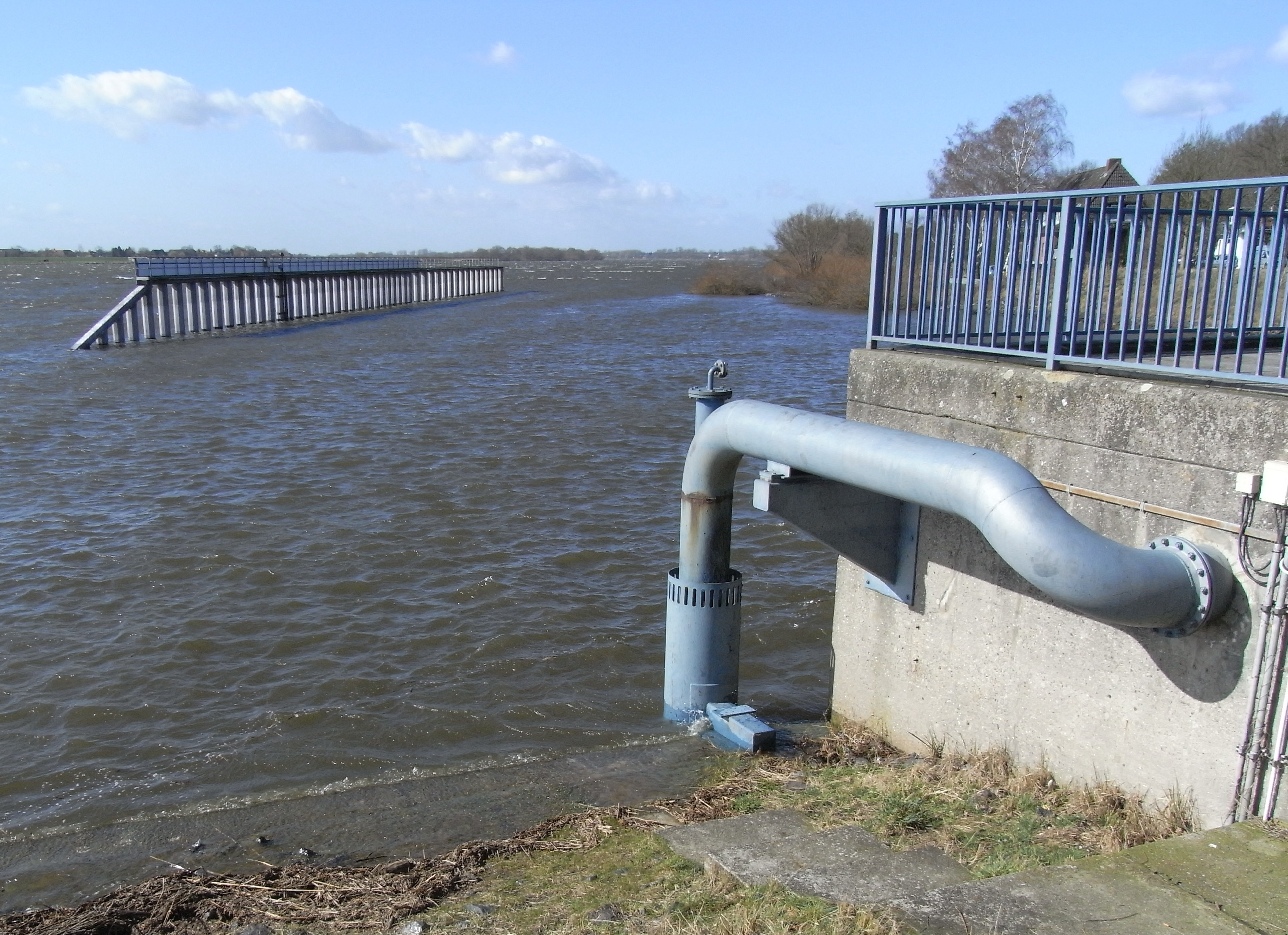
Auslaufbauwerk des KKW Krümmel zur Rückführung des Kühlwassers in die Elbe

Thermische Kraftwerke, wie Kohle- oder Kernkraftwerke, müssen den aus der Turbine austretenden Dampf kondensieren. Die bei der Kondensation des Dampfes freiwerdende Kondensationsenthalpie muss an die Umgebung des Kraftwerks abgeführt werden.
Die Abgabe der Kondensationsenthalpie an die Umgebung geschieht bei thermischen Kraftwerken entweder über einen Kühlturm oder durch direkte Kühlung des Turbinenkondensators mittels Flusswasser oder Meerwasser. Bei Kraftwerken mit Kühlturmkühlung wird das Wasser, welches den Kondensator kühlt, in einem Kühlturm entgegen der aufsteigenden Luft verrieselt. Durch den Prozess der teilweisen Verdunstung des Kühlwassers wird diesem Wärme entzogen, welche durch die in der gesättigten Luft enthaltene Verdampfungsenthalpie des Wasserdampfs abgeführt wird. Das Wasser wird kontinuierlich einem angrenzenden Gewässer entnommen; angewärmtes Wasser wird am Fuße des Kühlturms gesammelt und etwas flussabwärts dem Fluss zugeführt. Bei direkter Kühlung wird das Kühlwasser dem Gewässer entnommen und durch den Turbinenkondensator gepumpt. Es kühlt diesen, erwärmt sich dabei und wird etwas flussabwärts dem Fluss wieder zugeführt.
Thermische Kraftwerke in der Bundesrepublik Deutschland benötigen eine wasserrechtliche Genehmigung zur Entnahme und auch zur Aufheizung von Flusswasser. Das KKW Krümmel durfte das der Elbe entnommene Flusswasser um maximal 10 Grad erwärmen. Zusätzlich war festgelegt, dass das Elbewasser zirka 100 Meter unterhalb des Einleitbauwerks maximal 30 °C warm sein durfte. Bei hohen Flusswassertemperaturen um 27 °C, wie sie in den Sommern 2003 und 2006 erreicht wurden, musste das KKW Krümmel seine Leistung herunterfahren, um den Maximalwert von 30 °C einzuhalten. Die wetterbedingte Minderleistung der durchlaufgekühlten Kraftwerke wurde durch kühlturmgekühlte Kraftwerke (z. B. Braunkohlekraftwerke) sowie durch Windenergie und Solarenergie ausgeglichen.

### Reaktor
Das Kernkraftwerk Krümmel hat einen Kraftwerksblock:
| Reaktorblock  | Reaktordetails | Reaktordetails  | Leistung [MW] | Leistung [MW] | Leistung [MW] | Baubeginn    | Netz- synchronisation | kommerzieller Betrieb            | Anmerkungen |
| Reaktorblock  | Typ / Modell   | Hersteller      | netto         | brutto        | thermisch     | Baubeginn    | Netz- synchronisation | kommerzieller Betrieb            | Anmerkungen |
| ------------- | -------------- | --------------- | ------------- | ------------- | ------------- | ------------ | --------------------- | -------------------------------- | ----------- |
| Krümmel (KKK) | SWR-69         | Kraftwerk Union | 1346 MWe      | 1402 MWe      | 3690 MWt      | 5. Apr. 1974 | 28. Sep. 1983         | 28. März 1984 bis 6. August 2011 |             |

Das Kernkraftwerk Krümmel hat einen Siedewasserreaktor zur Erzeugung thermischer Energie. Siedewasserreaktoren und Druckwasserreaktoren gehören zur Familie der Leichtwasserreaktoren. Das Kernkraftwerk Krümmel ist der jüngste von vier Siedewasserreaktoren der 'Baulinie 69', die von der AEG und deren Nachfolgerin Kraftwerk Union in den 1970er Jahren errichtet wurden (siehe Einleitung). „69“ steht für 1969 – in diesem Jahr wurde die Baulinie konzipiert. Weitere deutsche Kernkraftwerke dieses Typs sind:
- Brunsbüttel,
- Philippsburg (Block 1) und
- Isar (Block 1).

Außerdem zählt hierzu das österreichische Kernkraftwerk Zwentendorf, das aber nach einer Volksabstimmung nie in Betrieb ging.
Die lichte Höhe des Reaktordruckbehälters beträgt 22,38 Meter, der Innendurchmesser 6,78 Meter, die Wandstärke 17,1 Zentimeter und das Leergewicht 790 Tonnen.
Dieser Reaktordruckbehälter des Kernkraftwerks ist der größte der Welt. Der Sicherheitsbehälter hat einen Innendurchmesser von 29,6 Metern.
Das Abklingbecken, in dem die verbrauchten Brennstäbe bis zu fünf Jahre lagern, befindet sich außerhalb des Sicherheitsbehälters (Containment). Dieses konstruktionsbedingte Sicherheitsdefizit rückte durch die Nuklearunfälle in Fukushima in Japan in den Fokus der Aufmerksamkeit.

### Radioaktivität
Betriebsbedingt setzen Kernkraftwerke planmäßig über Abluft und Abwasser (in vergleichsweise geringen Mengen) radioaktive Stoffe frei (Emission). Das Atomgesetz verpflichtet die Aufsichtsbehörden unter anderem dazu, den Betrieb hinsichtlich der zugelassenen Grenzwerte zu überwachen. Eine Übersicht mit aktuellen Messwerten auch für das KKK findet sich auf einer Webseite der Landesregierung Schleswig-Holstein.
Im Jahr 2002 wurde bekannt, dass an der sekundären Aerosol-Probeentnahmeleitung „ein Schwebstofffilter des Betreibers steckte, an dem sich ein Großteil der Aerosolpartikel abschied.“

## Ereignisse

### Meldepflichtige Ereignisse
Von der Inbetriebnahme bis zur endgültigen Abschaltung gab es 340 meldepflichtige Ereignisse und damit etwa 12,6 Ereignisse pro Jahr. Davon waren drei mit Aktivitätsabgaben ohne Überschreitung von Grenzwerten:
- 17. April 1988: Kontamination des Deionatfeuerlösch- und Zusatzwassersystems (Ereignisnummer 88/063)
- 23. Juli 1990: Rohrleitungsleckage im erdverlegten Teil des Zwischenkühlwassersystems (Ereignisnummer 90/125) und
- 13. Oktober 1999: Leckage am Kondensatregelventil des Hilfsdampferzeugers (Ereignisnummer 99/088).

Meldepflichtige Ereignisse, bei denen es zu Ableitungen oder Freisetzungen von Aktivität und Überschreitung von Grenzwerten gekommen wäre, gab es nicht, Störfälle oder Unfälle (Stufe 2 oder höher auf der Internationalen Bewertungsskala für nukleare Ereignisse) traten nicht auf. Im Folgenden werden die wichtigsten meldepflichtigen Ereignisse der letzten Jahre aufgezählt.

#### 16. März 2005: Reaktorschnellabschaltung
Am 16. März 2005 kam es zu einer Reaktorschnellabschaltung wegen fehlerhafter Simulierung des Kondensatorfüllstands bei einer Prüfung des Reaktorschutzsystems.

#### 28. Juni 2007: Brand auf dem Gelände des KKW
Am 28. Juni 2007 führte ein Kurzschluss in einem der beiden Leistungstransformatoren zu einem Ölbrand, in dessen Folge es zu einer nicht vorgesehenen Reaktorschnellabschaltung (RESA) und zu einem nicht vorgesehenen Ausfall der Hauptspeisepumpen kam. Diese beiden Systemfehler führten zu einer Einstufung als meldepflichtig (INES 0). Die Notkühlsysteme funktionierten auslegungsgemäß, jedoch zeigten sich im Verlauf weitere Schwächen in Organisation und Technik (Missverständnis in der Schaltwarte, Eindringen von Brandrauch, Ausfall eines Archivierungssystems). In den Medien wurde ausführlich über das Ereignis berichtet; die Informationspolitik des Betreibers wurde zum Teil heftig kritisiert.

#### 4. Februar 2008: Schwelbrand in Lüftungsanlage
Am 4. Februar 2008 ereignete sich ein Schwelbrand in einer Lüftungsanlage.
Innerhalb einer Stunde konnte das Feuer durch die Werkfeuerwehr gelöscht werden, externe Hilfe war nicht notwendig. Die Atomaufsichtsbehörde entsandte einen Sachverständigen, Radioaktivität sei zu keiner Zeit ausgetreten.
Dieser Vorfall (INES 0) wurde von zahlreichen Umwelt- und Klimaschutzorganisationen zum Anlass genommen, die Sicherheit des Kernkraftwerks Krümmel und der Kernenergie anzuzweifeln.

#### 18. August 2008: defekte Schalter
Während einer routinemäßig wiederkehrenden Prüfung traten am 18. August 2008 zwei meldepflichtige Ereignisse auf. Wegen eines defekten Schalters ließ sich eine der vier Pumpen eines Nebenkühlwassersystems nicht einschalten. Zudem ließ sich wegen eines defekten Generatorschalters eines von sechs Notstrom-Dieselaggregaten nicht mit dem Eigenbedarfsnetz synchronisieren. Beide Schalter wurden ausgetauscht (zweimal INES 0).

#### 20. März 2009: Abschaltung eines Notstromtransformators
Eine interne Überwachungseinrichtung schaltete am 20. März 2009 automatisch einen fehlerhaften Notstromtransformator ab. Damit standen nur vier der sechs Notstrom-Versorgungsstränge zur Verfügung, einer mehr als zum Betrieb erforderlich (INES 0).

#### 23. Juni 2009: Ausfall einer elektronischen Baugruppe zum Reaktorschutz
Die Atomaufsicht hatte am 19. Juni 2009 das Wiederanfahren des Reaktors genehmigt. Vier Tage danach, am 23. Juni 2009, kam es zum nächsten meldepflichtigen Ereignis: Eine elektronische Baugruppe (von dreien insgesamt) zum zeitverzögerten Auslösen einer Reaktorschutzmaßnahme war ausgefallen. Die defekte Baugruppe steuerte eine Auswahlschaltung an, die bei Ausfall der Stromeigenversorgung im Anforderungsfall ein Reaktoreinspeisesystem startet (INES 0). Dieser Ausfall der Baugruppe wurde während einer wiederkehrenden Prüfung am 23. Juni 2009 festgestellt. Die Betreiber des Kernkraftwerks meldeten den Vorfall fristgerecht am 29. Juni 2009 dem zuständigen Ministerium in Kiel.
Am 1. Juli 2009 kam es zu einem nicht meldepflichtigen Zwischenfall: Die Turbine der Anlage schaltete sich automatisch ab (TUSA), nachdem ein Eigenbedarftransformator ausgefallen war. Infolge dieser Störung kam es zu einer weiteren Anomalie. Statt einer automatischen Regelung des Füllstands im Reaktor wurde dieser von Hand geschaltet. Zur Klärung der Ursachen und des weiteren Vorgehens wurden von der Atomaufsicht Sachverständige hinzugezogen. Das Kraftwerk ging nach vier Stunden wieder ans Netz und lief mit verminderter Leistung weiter.

#### 4. Juli 2009: Reaktorschnellabschaltung

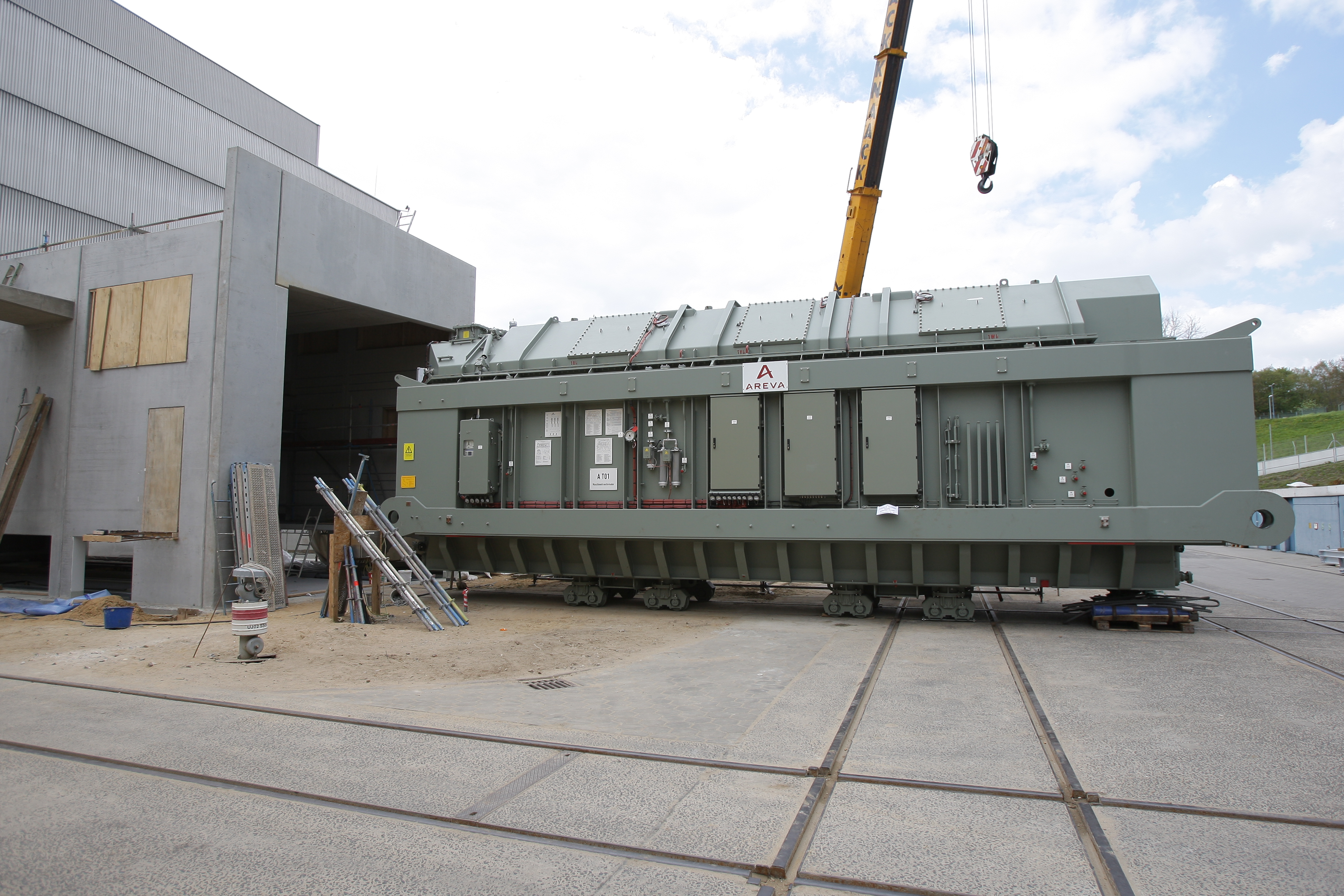
Installation der neuen Maschinentransformatoren im KKW Krümmel

Am Samstag, den 4. Juli 2009 kam es kurz nach 12 Uhr mittags zu einer Reaktorschnellabschaltung. Ursache war eine Störung in einem der beiden Maschinentransformatoren, wodurch es zu einer Unterspannung an zwei der vier Eigenbedarfsschienen des Kernkraftwerks kam. Zusätzlich gab es Kühlprobleme bei der Reaktorwasserreinigung sowie (bei der zusätzlichen Fixierung eines Steuerstabes) Hinweise auf ein defektes Brennelement (INES 0). Die Polizei informierte die Atomaufsicht 20 Minuten früher als Vattenfall, da der Betriebsleiter des Kraftwerks vor seinem Anruf beim Kieler Ministerium für Soziales und Gesundheit zuerst zum Kraftwerk fuhr, um sich ein Bild der Lage zu verschaffen.
Die Schnellabschaltung verursachte in Hamburg massive Einschränkungen im Stromnetz. Dabei fielen 1500 der insgesamt 1711 Ampelanlagen der Stadt teilweise über mehrere Stunden aus und Einkaufszentren waren ohne Licht. Weiterhin fielen durch die Störung mehrere Wasserpumpen aus, und es kam bei der Wiederinbetriebnahme der Pumpen aufgrund von Druckstößen zu elf Wasserrohrbrüchen, wodurch Tausende Hamburger zeitweise ohne Wasserversorgung waren.
Die für die Atomaufsicht zuständige Sozialministerin des Landes Schleswig-Holstein Gitta Trauernicht ordnete daraufhin eine erneute Zuverlässigkeitsprüfung des Betreibers Vattenfall an. Außerdem gab das Unternehmen drei Tage nach der Notabschaltung bekannt, dass ein vorgeschriebenes Überwachungsgerät am betroffenen Transformator, ein sogenanntes Teilentladungsmessgerät, nicht installiert worden war. Aufgrund der Vorkommnisse wurde der bisherige Kraftwerkschef von Vattenfall entlassen. Das Kernkraftwerk selbst sollte nach Angaben des Energiekonzerns bis mindestens April 2010 abgeschaltet bleiben, damit die beiden Transformatoren gegen neue ausgetauscht werden können. Kurz darauf räumte ein Sprecher von Vattenfall ein, dass es wahrscheinlich auch zu einem Brennstab-Schaden innerhalb des Reaktors gekommen sei. Einige wenige der 80.000 Brennstäbe wiesen demnach einen Defekt auf. Für weitere Untersuchungen soll der Druckbehälter des Reaktors geöffnet werden.
Am 19. Juni 2009 hatte die zuständige Aufsichtsbehörde „kontinuierliche Audioaufzeichnungen auf der Hauptwarte“ des Kernkraftwerks Krümmel – ähnlich wie eine Blackbox in einem Flugzeug – angeordnet; Vattenfall hatte dagegen geklagt. Beim Ereignis vom 4. Juli war die Blackbox nicht eingeschaltet.
Die Kosten dieses meldepflichtigen Ereignisses wurden auf 247 Millionen Dollar geschätzt.

#### 6. Dezember 2013: Ausfall eines Notstromaggregates
Am 6. Dezember 2013 kam es zu einem Ausfall eines Notstromaggregates.

### Weiterleitungsnachrichten
Seit dem Jahr 2001 gab es folgende Weiterleitungsnachrichten der Gesellschaft für Anlagen- und Reaktorsicherheit (GRS) das KKI betreffend:
- 2001/07: Absturz eines Brennelementes am 6. April 2001
- 2003/09: Schäden an Gehäuseschrauben von Freilaufrückschlagventilen im Wasserabscheider-Kondensatsystem am 12. November 2001
- 2003/13: Ausfall der Brandmeldeanlage Reaktorgebäude aufgrund einer Störung in der Spannungsversorgung am 12. März 2002
- 2005/01: Schaltversagen von Koppelschützen am 11. März 2004
- 2005/09: Ausfall eines Notstromtransformators bei Langzeitumschaltung im Rahmen einer wiederkehrenden Prüfung am 20. September 2004
- 2005/09a: Ausfall eines Notstromtransformators bei Langzeitumschaltung im Rahmen einer wiederkehrenden Prüfung am 18. September 2004
- 2005/13: Möglichkeit des Fehlfahrens von zwei Steuerstäben aufgrund vertauschter Leistungs- und Rückmeldekabel der Antriebe am 20. August 2004
- 2007/04: Ansprechen von Sicherheitsventilen bei der Durchführung der RDB-Druckprüfung mit der Folge des Anrisses einer Impulsleitung am 31. August 2005
- 2008/01: Funktionseinschränkung an sicherheitstechnisch wichtigen Armaturen aufgrund unvollständiger Spezifikation erkannt am 14. August 2006
- 2008/03: Risse in austenitischen Armaturengehäusen infolge chloridinduzierter transkristalliner Spannungsrisskorrosion
- 2008/07: Eindringen von Brandgasen in die Warte beim Brand eines Maschinentransformators am 28. Juni 2007
- 2009/01: Reaktorschnellabschaltung durch kurzzeitigen Ausfall der Eigenbedarfsversorgung aufgrund eines Kurzschlusses in einem Maschinentransformator am 28. Juni 2007
- 2009/06: Ausfall einer Zeitüberwachungsbaugruppe im dynamischen Logikteil des Reaktorschutzes am 15. Oktober 2007
- 2010/04: Nichtschließen eines Sicherheits- und Entlastungsventils aufgrund einer Schwergängigkeit im zugehörigen Vorsteuerventil am 28. August 2004 (endgültige Meldung 8. September 2009)

## Zwischenlager
Es ist ein Zwischenlager für bis zu 80 Spezialbehälter für Kernbrennstoff (CASTOR) eingerichtet.
Man geht davon aus, dass 25 solche Behälter vom Typ CASTOR V/52 nötig sind, um sämtliche Brennstäbe, die im beladenen Reaktorkern und im Lagerbecken liegen, zu sammeln. Zugleich wird vor einem Lieferproblem der Spezialbehälter gewarnt, der den Rückbau erschwere.
Ende 2013 waren im Standort-Zwischenlager Krümmel nach den Angaben des BfS 19 Atommüll-Behälter des Typs CASTOR V/52 mit abgebrannten Brennelementen aus dem KKW Krümmel eingelagert. Der erste Behälter wurde dort am 5. August 2004 abgestellt.
Am 4. Oktober 2017 wurden die letzten 48 von den insgesamt 1093 Brennelementen aus dem Brennelementlagerbecken in Behälter verpackt und in das Standortzwischenlager Krümmel transportiert. Bis zum 11. Dezember 2019 wurden auch die letzten 154 Sonderbrennstäbe (Als Sonderbrennstäbe werden Brennstäbe bezeichnet, die aus im Leistungsbetrieb beschädigten Brennelementen stammen.) in speziell angefertigte Köcher und diese in einen CASTOR umgeladen. Damit sind im Zwischenlager 42 beladene CASTOR V/52 eingelagert (Stand: 12. Dezember 2019).
Seit dem 1. Januar 2019 ist die BGZ Gesellschaft für Zwischenlagerung die Betreiberin des Zwischenlagers.

## Kritik und Widerstand gegen den Bau und Betrieb

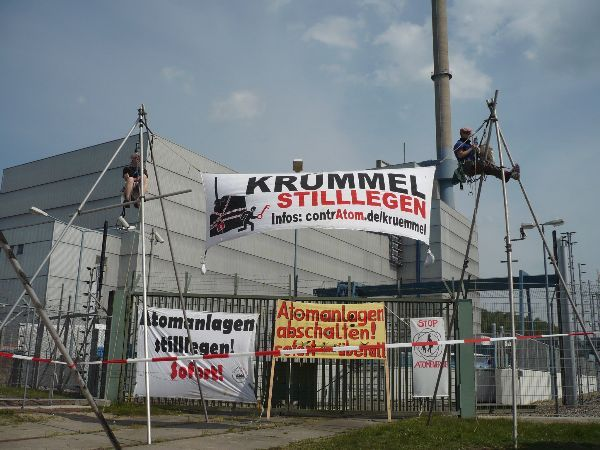
Proteste gegen das KKW

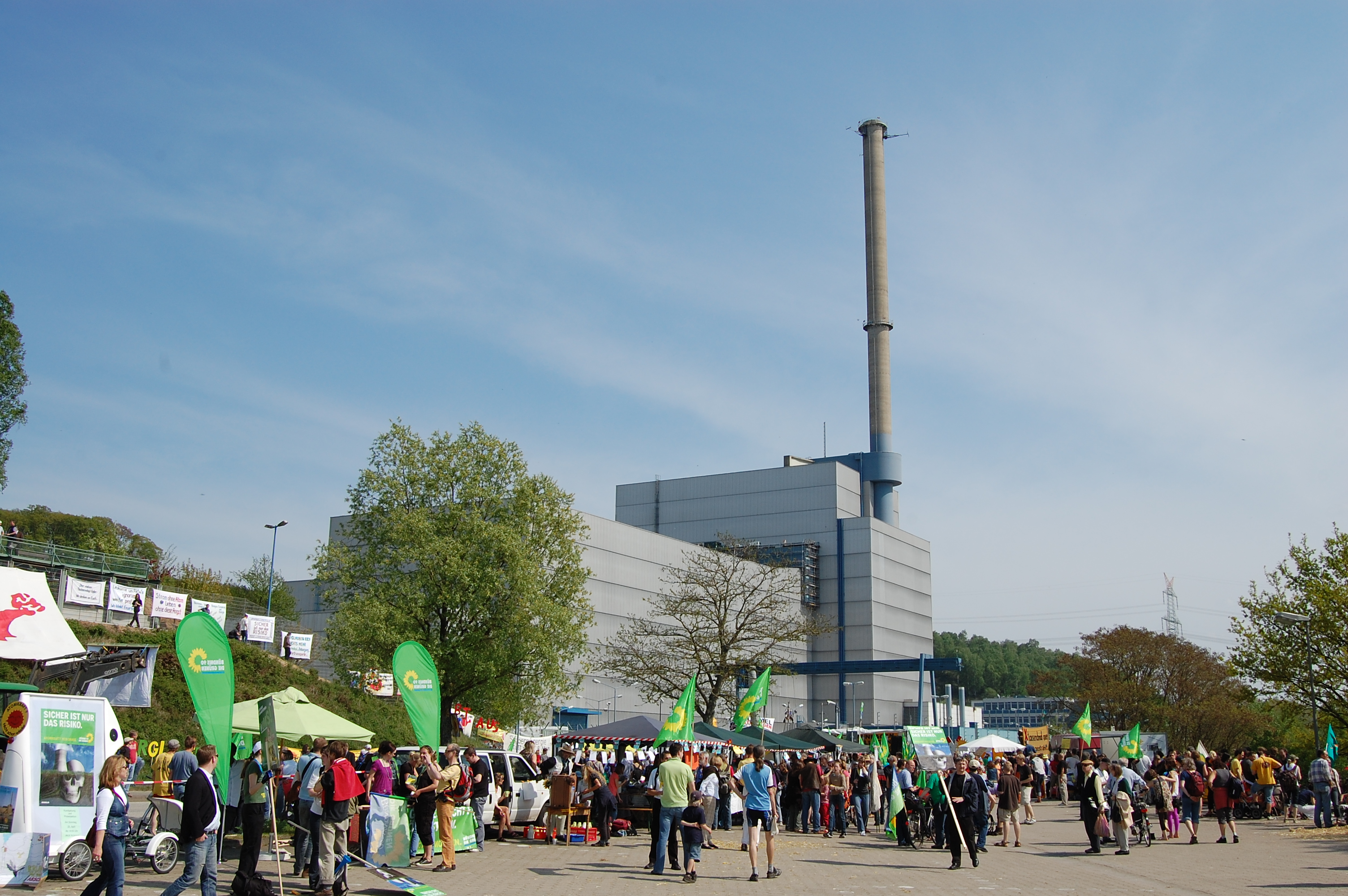
Demonstration vor dem Kernkraftwerk Krümmel anlässlich des 23. Jahrestages der Katastrophe von Tschernobyl

### Aktionen und Gerichtsverfahren
Mitte der 1970er Jahre gründete sich eine Bürgerinitiative gegen das Kernkraftwerk Krümmel: der eingetragene Verein „Bürgerinitiative Umweltschutz Oberelbe“ (kurz BUO, Amtsgericht Lübeck VR 163 GE), und daraus hervorgegangen der „Verein zur Förderung juristischer Schritte gegen das Kernkraftwerk Krümmel“ (Amtsgericht Lübeck, VR 166 GE). Ihre Mitglieder Thomas Wüppesahl und Jens Mulzer, Zahnarzt aus Schwarzenbek, klagten, vertreten durch den Hamburger Rechtsanwalt Winfried Günnemann, unter anderem gegen das Sozialministerium in Kiel, das die Atomaufsicht in Schleswig-Holstein ausübte, gegen die Hamburgische Electricitäts-Werke (HEW, erworben von Vattenfall) und gegen PreussenElektra gegen den Bau, die Inbetriebnahme und gegen 14 von 16 Teilerrichtungsgenehmigungsbescheide vor dem Verwaltungsgericht Schleswig und in zweiter Instanz dem Oberverwaltungsgericht Lüneburg; die Klagen wurden teilweise bis vor das Bundesverwaltungsgericht getragen. Die eigentlichen Prozessziele konnten nicht erreicht werden, doch wurden aufgrund der Gerichtsentscheidungen Nachrüstungen für die Betreiber erforderlich, um mehr Sicherheit für die Bevölkerung zu gewährleisten.
1996 veröffentlichte Robin Wood eine detaillierte Liste, die 20 Werkstoff-, Material-, Fertigungs- und Konstruktionsfehler des Reaktordruckbehälters aufzählt.
Am 4. November 1999 wies das Oberverwaltungsgericht Schleswig die Klage zweier Ärzte ab, die das Kernkraftwerk für die Erkrankung von zehn Kindern und einem Jugendlichen an Leukämie verantwortlich gemacht hatten.
Am 24. April 2010 demonstrierte die Aktions- und Menschenkette von Krümmel nach Brunsbüttel mit über 100.000 Teilnehmern auf 120 Kilometern zwischen den Kernkraftwerken Brunsbüttel und Krümmel gegen Kernkraft. Am 26. Juni 2010 demonstrierten Atomkraftgegner aus Anlass des dritten Jahrestages des Brandes im Kernkraftwerk gegen den Antrag, das KKW Anfang 2011 wieder ans Netz gehen zu lassen. Dabei ließen sie 13.000 schwarze und gelbe gasgefüllte Ballons in den Himmel steigen.
Wolfgang Kromp, Werkstoffphysiker an der Universität Wien und Anti-AKW-Aktivist, sieht in der gesamten Baulinie 69 eine Fehlkonstruktion, da der Reaktordruckbehälter zu schwach ausgelegt sei.
Am 10. April 2011 fand eine Lesung auf dem Gelände des Betreibers Vattenfall u. a. mit Günter Grass statt.

### Leukämiehäufung
Seit 1990 gab es in der unmittelbaren Umgebung des Kraftwerks eine signifikante Häufung von Leukämieerkrankungen: In den Jahren 1990 bis April 2009 sind 19 Leukämie-Neuerkrankungen bei Kindern aufgetreten, das Dreifache dessen, was statistisch zu erwarten gewesen wäre.
Das Kraftwerk wurde als eine der möglichen Ursachen für diesen sogenannten Leukämiecluster Elbmarsch in Betracht gezogen. Ein wissenschaftlich schlüssiger Nachweis konnte indes dafür bisher nicht erbracht werden. Im Rahmen der Überwachung nach dem Atomgesetz durch Behörden und Gutachter sind keine Ereignisse ermittelt worden, bei denen Radioaktivität freigeworden wäre. Später wurde auch das nahegelegene GKSS-Forschungszentrum in Geesthacht in Betracht gezogen.
Allerdings kommt auch die aktuelle KiKK-Studie (2007) des Bundesamtes für Strahlenschutz zum Ergebnis, dass die Zahl der Krebserkrankungen bei Kindern signifikant zunimmt, je näher der jeweilige Wohnort beim KKW liegt. Die Studie sagt aber, dass die von deutschen Kernkraftwerken im Normalbetrieb emittierte Strahlung für die Leukämiehäufung aufgrund des aktuellen Wissens nicht als Ursache interpretiert werden kann. Mögliche andere Gründe für den festgestellten Abstandstrend konnte die Studie nicht finden.

### Risikostudien
Die für Krümmel durchgeführten Sicherheitsstudien gelangen zum Schluss, dass das Risiko eines Unfalls mit katastrophalen Auswirkungen zwar gering, aber nicht völlig vernachlässigbar ist. So ist etwa bei einem gezielten Flugzeugabsturz auf das Reaktorgebäude mit einer „schweren bis katastrophalen Freisetzung radioaktiver Stoffe zu rechnen“.
Für die Auswirkungen außerhalb der Anlage müsse in Erwägung gezogen werden, dass der Standort nur etwa 15 Kilometer vom nächstgelegenen Stadtteil Hamburgs liegt. Im Auftrag von Hamburgs Umweltbehörde hat das Öko-Institut Darmstadt 1995 eine Studie zu den Konsequenzen eines schweren Unfalles mit früher und großer Freisetzung von Radioaktivität erstellt. Dabei wurde eine Windrichtung in Richtung Hamburg angenommen, dies allerdings ohne die Berücksichtigung von Niederschlägen (Regen oder Schnee), welche die Dosis-Auswirkungen (durch Wash-out) noch wesentlich verschärfen. Das Ergebnis der Studie: Man müsse mit 45.000 bis 107.000 mittel- bis langfristigen Krebs-Todesfällen auf Hamburger Gebiet rechnen und zudem mit Tausenden weiteren in anderen Kommunen.
Auf die Wirkung eines gezielten Beschusses mit Panzerfaust oder Lenkwaffe (Drohne) wird dort nicht eingegangen.